# Adrian Maciejko
Adrian Maciejko (ur. 18 marca 1987) – polski hokeista.

## Kariera
- SMS II Sosnowiec (2003-2004)
- KH Sanok (2005-2011)
- Legia Warszawa (2011)
- Polonia Bytom (2011-2012)
- Legia Warszawa (2012/2013)
- Ciarko KH 58 Sanok (2017/2018, 2018/2019)

Wychowanek sanockiego klubu. Absolwent NLO SMS PZHL Sosnowiec z 2006. W barwach reprezentacji Polski do lat 18 uczestniczył w turnieju mistrzostw świata juniorów do lat 18 w 2005. W barwach reprezentacji Polski do lat 20 uczestniczył w turniejach mistrzostw świata juniorów do lat 20 w 2006, 2007. W barwach KH Sanok występował w ekstralidze do 2011. Od 2011 zawodnik Legii Warszawa w I lidze. Od grudnia 2011 zawodnik Polonii Bytom. W sezonie 2012/2013 ponownie grał w Legii. Po wznowieniu kariery i przemianowaniu na pozycję obrońcy, został zawodnikiem zespołu Ciarko KH 58 Sanok, występującego w 2. ligi słowackiej edycji 2017/2018.
Podjął także występy w Sanockiej Lidze Unihokeja.

## Sukcesy
Reprezentacyjne
- Awans do mistrzostw świata do lat 18 Dywizji I: 2002